# John Aldridge
Pour les articles homonymes, voir Aldridge et Aldo.
John William Aldridge, surnommé Aldo (né le 18 septembre 1958 à Liverpool en Angleterre) est un footballeur irlandais, qui a évolué au poste d'attaquant et, bien que né en Angleterre, a défendu les couleurs de la sélection irlandaise.

## Biographie

### En clubs
Son premier club professionnel est Newport County, en 1986 il remporte la coupe de la Ligue avec Oxford United mais bientôt Liverpool FC fait signer John Aldridge, déjà âgé de 28 ans, en prévision du départ de Ian Rush à la Juventus.
Durant la saison 1987-1988 Aldridge prend la succession de Rush dans l'équipe managée par Kenny Dalglish et inscrit 26 buts pour Liverpool, qui remporte le championnat d'Angleterre et est opposé en finale de la Coupe d'Angleterre de football à l'équipe surprise de la compétition, Wimbledon Football Club qui l'emporte 1-0. Le penalty tiré par Aldridge est arrêté par le gardien adverse, ce qui n'était jamais arrivé auparavant durant une finale de Cup à Wembley. Ian Rush peine à s'adapter aux exigences du football italien et regagne Anfield dès l'année suivante. En 1988-1989 Liverpool dispose d'Everton en finale de la Cup, Aldridge ouvre la marque avant d'être remplacé par Rush qui ajoute deux nouveaux buts en fin de match. Liverpool accepte une offre de la Real Sociedad, alors vice-championne d'Espagne, et Aldridge évolue durant deux saisons dans le club basque. Son efficacité ne se dément pas puisqu'il inscrit 16 buts en 1989-1990 et 17 l'année suivante, durant laquelle il est seulement devancé par Emilio Butragueño au classement des buteurs. Aldridge termine sa carrière en 2e division à Tranmere, où il inscrit 40 buts en 1991-1992 égalant ainsi le record du club. Il devient entraîneur-joueur en 1996 avant de raccrocher les crampons deux ans plus tard. Après la relégation de Tranmere en 2001 John Aldridge démissionne de son poste d'entraîneur pour devenir consultant.

### Enéquipe d'Irlande
Bien que né en Angleterre, John Aldridge est éligible pour jouer en équipe d'Irlande grâce à un grand-parent irlandais, tout comme son coéquipier de Liverpool Ray Houghton ou encore Tony Cascarino. Tous trois font ainsi partie des vingt joueurs sélectionnés par Jack Charlton pour participer au championnat d'Europe des Nations en 1988 où, malgré ces renforts, l'Irlande est éliminée dès le premier tour. John Aldridge est ensuite sélectionné parmi les vingt-deux joueurs pour disputer la coupe du Monde en 1990 en Italie, où les irlandais s'inclinent en 1/4 de finale contre justement le pays organisateur, sur un but de Salvatore Schillaci (score final 0-1). Lors de la coupe du Monde en 1994, âgé de 35 ans, John est encore sélectionné mais n'est utilisé que comme remplaçant par Jack Charlton. Il entre notamment en fin de match et réduit l'écart face au Mexique, qui l'emporte 2 à 1. Malgré cette défaite, les irlandais passent encore le premier tour, grâce aussi à leur victoire initiale contre l'Italie, futurs finalistes de l'épreuve. L'Irlande échoue en 1/8 de finale de finale devant les Pays-Bas sur un score final de 0-2. Avec un total de 19 buts, John Aldridge reste encore à ce jour l'un des meilleurs buteurs de la sélection irlandaise.

## Carrière
- 1979-1984 : Newport County ( Angleterre/ Pays de Galles)
- 1984-1987 : Oxford United ( Angleterre)
- 1987-1989 : Liverpool ( Angleterre)
- 1989-1991 : Real Sociedad ( Espagne)
- 1991-1998 : Tranmere Rovers ( Angleterre)[2]

## Palmarès

### En club
- Champion d'Angleterre en 1988 avec Liverpool
- Vainqueur de la Coupe du pays de Galles en 1980 avec Newport County
- Vainqueur de la FA Cup en 1989 avec Liverpool
- Vainqueur de la League Cup 1986 avec Oxford United
- Champion d'Angleterre de Second Division en 1985 avec Oxford United
- Champion d'Angleterre de Third Division en 1984 avec Oxford United

### EnÉquipe d'Irlande
- 69 sélections et 19 buts entre 1986 et 1997
- Participation au Championnat d'Europe des Nations en 1988 (Premier Tour)
- Participation à la Coupe du Monde en 1990 (1/4 de finaliste) et en 1994 (1/8 de finaliste)

### Distinctions individuelles
- Meilleur buteur de First Division en 1988 (26 buts)
- Meilleur buteur de Second Division en 1985 (30 buts) et de League Football First Division en 1995 (24 buts) et en 1996 (27 buts)
- Élu plus beau but de la saison par la BBC en 1988 et en 1989

## Statistiques
| Saison    | Club            | Pays | Championnat      | Championnat | Championnat | Coupe nationale | Coupe nationale | Coupe de la Ligue | Coupe de la Ligue | Coupe d’Europe | Coupe d’Europe | Coupe d’Europe | Autre  | Autre | République d'Irlande | République d'Irlande | TOTAL  | TOTAL |
| Saison    | Club            | Pays | Division         | Matchs      | Buts        | Matchs          | Buts            | Matchs            | Buts              | Coupe          | Matchs         | Buts           | Matchs | Buts  | Matchs               | Buts                 | Matchs | Buts  |
| --------- | --------------- | ---- | ---------------- | ----------- | ----------- | --------------- | --------------- | ----------------- | ----------------- | -------------- | -------------- | -------------- | ------ | ----- | -------------------- | -------------------- | ------ | ----- |
| 1979-1980 | Newport County  |      | Fourth Division  | 38          | 14          | 1               | 0               | -                 | -                 | -              | -              | -              | 5      | 2     | -                    | -                    | 44     | 16    |
| 1980-1981 | Newport County  |      | Third Division   | 27          | 7           | 1               | 0               | 4                 | 2                 | C2             | 4              | 2              | 2      | 1     | -                    | -                    | 38     | 12    |
| 1981-1982 | Newport County  |      | Third Division   | 36          | 12          | 1               | 0               | 2                 | 1                 | -              | -              | -              | -      | -     | -                    | -                    | 39     | 13    |
| 1982-1983 | Newport County  |      | Third Division   | 41          | 17          | 5               | 2               | 3                 | 1                 | -              | -              | -              | 6      | 1     | -                    | -                    | 55     | 21    |
| 1983-1984 | Newport County  |      | Third Division   | 28          | 20          | 5               | 1               | 2                 | 1                 | -              | -              | -              | 2      | 3     | -                    | -                    | 37     | 25    |
| 1983-1984 | Oxford United   |      | Third Division   | 8           | 4           | -               | -               | -                 | -                 | -              | -              | -              | -      | -     | -                    | -                    | 8      | 4     |
| 1984-1985 | Oxford United   |      | Second Division  | 42          | 30          | 2               | 1               | 6                 | 3                 | -              | -              | -              | -      | -     | -                    | -                    | 50     | 34    |
| 1985-1986 | Oxford United   |      | First Division   | 39          | 23          | 2               | 1               | 8                 | 5                 | -              | -              | -              | 5      | 2     | 7                    | 0                    | 61     | 31    |
| 1986-1987 | Oxford United   |      | First Division   | 25          | 15          | 1               | 0               | 4                 | 6                 | -              | -              | -              | -      | -     | -                    | -                    | 30     | 21    |
| 1986-1987 | Liverpool FC    |      | First Division   | 10          | 2           | -               | -               | -                 | -                 | -              | -              | -              | -      | -     | 6                    | 0                    | 16     | 2     |
| 1987-1988 | Liverpool FC    |      | First Division   | 36          | 26          | 6               | 2               | 3                 | 1                 | -              | -              | -              | -      | -     | 8                    | 0                    | 53     | 29    |
| 1988-1989 | Liverpool FC    |      | First Division   | 35          | 21          | 6               | 6               | 5                 | 2                 | -              | -              | -              | 1      | 2     | 7                    | 1                    | 54     | 32    |
| 1989      | Liverpool FC    |      | First Division   | 2           | 1           | 0               | 0               | -                 | -                 | -              | -              | -              | -      | -     | -                    | -                    | 2      | 1     |
| 1989-1990 | Real Sociedad   |      | Primera División | 28          | 16          | 6               | 6               | -                 | -                 | -              | -              | -              | -      | -     | 9                    | 2                    | 43     | 24    |
| 1990-1991 | Real Sociedad   |      | Primera División | 35          | 17          | 2               | 0               | -                 | -                 | C3             | 4              | 1              | -      | -     | 4                    | 3                    | 45     | 21    |
| 1991-1992 | Tranmere Rovers |      | Second Division  | 43          | 22          | -               | -               | -                 | -                 | -              | -              | -              | -      | -     | 9                    | 2                    | 52     | 24    |
| 1992-1993 | Tranmere Rovers |      | First Division   | 31          | 21          | -               | -               | -                 | -                 | -              | -              | -              | -      | -     | 6                    | 4                    | 37     | 25    |
| 1993-1994 | Tranmere Rovers |      | First Division   | 34          | 21          | -               | -               | -                 | -                 | -              | -              | -              | -      | -     | 6                    | 2                    | 40     | 23    |
| 1994-1995 | Tranmere Rovers |      | First Division   | 33          | 24          | -               | -               | -                 | -                 | -              | -              | -              | -      | -     | 5                    | 3                    | 38     | 27    |
| 1995-1996 | Tranmere Rovers |      | First Division   | 45          | 27          | -               | -               | -                 | -                 | -              | -              | -              | -      | -     | 2                    | 2                    | 47     | 29    |
| 1996-1997 | Tranmere Rovers |      | First Division   | 43          | 18          | 1               | 0               | 4                 | 2                 | -              | -              | -              | -      | -     | -                    | -                    | 48     | 20    |
| 1997-1998 | Tranmere Rovers |      | First Division   | 14          | 5           | -               | -               | -                 | -                 | -              | -              | -              | -      | -     | -                    | -                    | 14     | 5     |
|           |                 |      | TOTAL            | 673         | 363         | 39              | 19              | 41                | 24                | -              | 8              | 3              | 21     | 11    | 69                   | 19                   | 851    | 439   |

- 213 matchs et 87 buts pour Newport County
- 142 matchs 90 buts pour Oxford United
- 104 matchs et 63 buts pour Liverpool FC
- 75 matchs et 40 buts pour la Real Sociedad
- 248 matchs et 140 buts pour Tranmere Rovers
- 69 matchs et 19 buts pour la sélection nationale

## Sources
- (en) Stephen McGarrigle, The Complete who's who of Irish international football : 1945-1996, Edimbourg, Mainstream Publishing, octobre 1996, 237 p. (ISBN 1-85158-894-9), p. 16